# موعد في سامراء (قصة قصيرة)
الموعد في سامراء هي قصة قصيرة سطرها قلم الكاتب سومرست موم وجاءت القصة على لسان الموت: الموت يتحدث: أرسل تاجرٌ في بغداد خادمه إلى السوق ليأتيه برزق منه، وما لبث الخادم أن عاد شاحبا مرتجفا وقال: سيدي! بينما كنت في السوق زاحمتني امرأة في حشود الناس فالتفتُ إليها فإذا هو بالموت يزاحمني. لقد نظرت إليّ وأومأت إلي إيماءة كلها تهديد ووعيد، والآن أعطني جوادك حتى أمتطيه وأعدو به بعيدا عن المدينة هربا من مصيري المحتوم. سوف أذهب إلى سامراء، وهناك لن يجد الموت إلي سبيلا. دفع التاجر إليه بجواده، وامتطاه الخادم وغمزه بالمهماز وعدا الحصان بعزم ما فيه. ثم ذهب التاجر بعد ذلك إلى السوق ورآني واقفا وسط الزحام، فأقدم علي وقال: لماذا أومأتي إلى خادمي إيماءة التهديد عندما رآك هذا الصباح؟ قلت: لم تكن تلك إيماءة تهديد ووعيد، بل إيماءة تنم عن العجب والمفاجأة. لقد اعترتني الدهشة حين رأيته هنا في بغداد في حين أن لي موعد معه الليلة في سامراء!

## قصة مشابهة
يبدو أن الكاتب استوحى قصته من رواية مشابهة في أدبنا العربي، غير أنه أضفى عليها قالبا قصصيا حتى ظهرت بهذا الشكل
والقصة التي أشير إليها هي قصة وزير سليمان عليه السلام—مع ملك الموت وهي كالآتي:
كان النبي سليمان عليه السلام جالساً مع أحد وزرائه - ودخل عليهم رجل وجلس ثم انصرف - فسأل الوزير سليمان عليه السلام : من هذا الذي كان يجلس معك يا نبى الله؟ فقال  : انه ملك الموت - فلما سمع الوزير ذلك - خاف وتفككت اعصابه وطلب من النبي سليمان عليه السلام أن يُسخّر له الريح لتحمله إلى  الهند -خوفا من ملك الموت- ونفذ له ما طلب - وحملته الرياح إلى بلاد الهند -ثم حضر ملك الموت إلى سليمان عليه السلام -وقال له اين الرجل الذي كان يجلس معك- فقال حملته الرياح إلى بلاد الهند خوفا منك - فقال له ملك الموت: اننى لما رايته جالسا عندك - عجبت لذلك - لان الله سبحانه وتعالى امرنى ان اقبض روحه في بلاد الهند - في ساعة كذا - فلما رايته عندك - قلت سبحان الله - ان الله لا يغير الزمان ولا المكان - ولكنى عندما ذهبت اليه في بلاد الهند- وهذا المكان الذي حدده الله - رايته في انتظارى في المكان والزمان اللذان امرنى الله بهما - وقبضت روحه هناك.
هذه القصة كانت تدرس بالسنة الرابعة ابتدائي بالمغرب في كتاب القراءة وهي تحت عنوان إتفاق عجيب وتحكي عن رجل من بغداد يهرب من الموت الى مصر دون ان يعرف ان ارض وفاته في مصر بالذات
وسبق لي ان شاركت في تمثيل هذه القصة في حفل نهاية السنة الدراسية ..